# Douglas XB-19
Douglas XB-19 byl těžký bombardér vyvíjený společností Douglas pro americké letecké síly (USAAC). V období druhé světové války to byl největší letoun na světě. V roce 1946 jej překonal Convair B-36 Peacemaker. Původně byl označen XBLR-2 (Experimental Bomber, Long Range, experimentální bombardér s dlouhým doletem). Vyroben byl pouze jeden prototyp.

## Vznik a vývoj

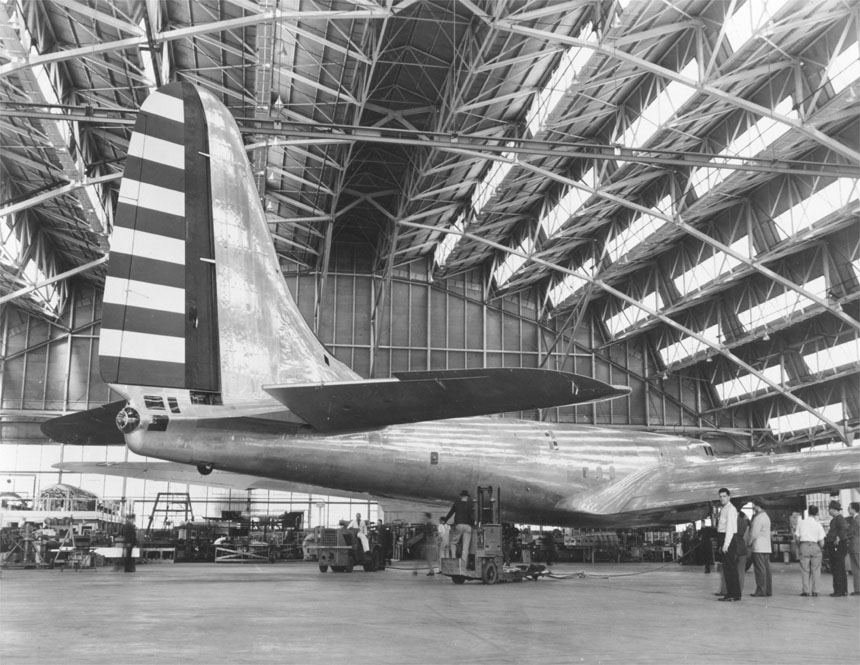
XB-19 v hangáru

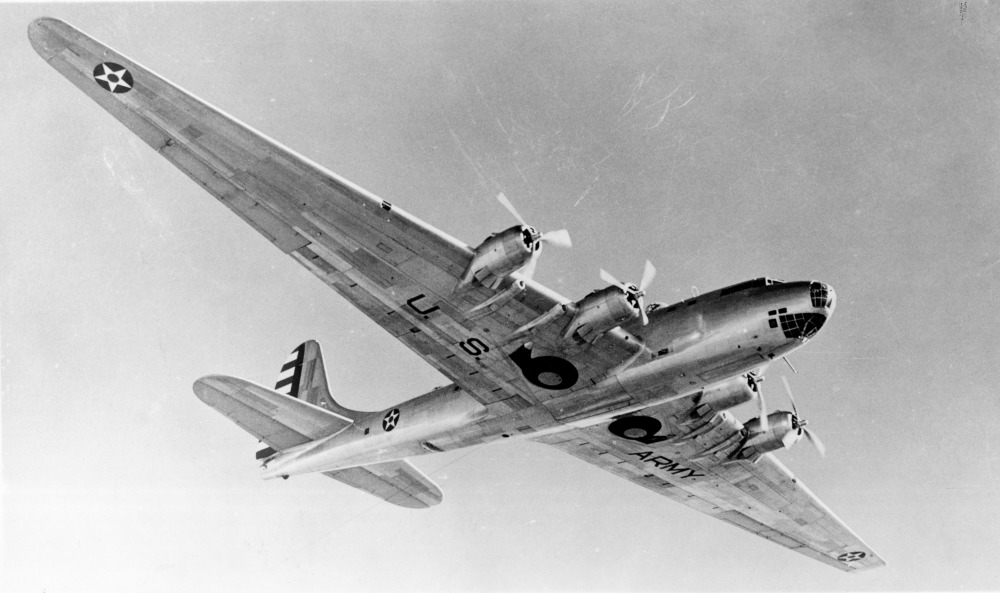
XB-19 za letu

S vývojem XB-19 se začalo v roce 1935 podle specifikací amerického letectva na stavbu pokročilého těžkého bombardéru s dlouhým doletem. Zpočátku byl vývoj XB-19 označen za tajný a nazýván Projekt D. Stavba prototypu byla objednána v dubnu 1937. Práce na něm začaly v roce 1938, přičemž je provázela zdržení. Na stavbu draku například bylo potřeba více než tři miliony nýtů. Mezitím vypukla válka a teprve vyvíjený letoun už začal zastarávat, na což Douglas reagoval úpravami jeho konstrukce. KDyž se ukázalo, že letectvo nebude mít zájem o sériovou výrobu, výrobce chtěl projekt předčasně ukončit, ale zadavatel trval na dokončení prototypu, který chtěl využít pro testování. První let letounu proběhl 27. června 1941. Po továrních zkouškách letoun převbzalo americké letectvo, které jej využívalo jako experimentální a získané poznatky využilo při vývoji bombardéru Boeing B-29 Superfortress. Po skončení testů byl prototyp upraven na dopravní letoun. Roku 1943 byl vybaven novými řadovými motory Allison V-3420-11, přičemž jeho označení bylo změněno na XB-19A. Jako transportní letoun však nebyl využíván. V roce 1949 byl prototyp sešrotován.

## Popis
XB-19 rozměrný čtyřmotorový dolnoplošník s příďovým podvozkem. Prototyp nejprve poháněly dvouhvězdicové osmnáctiválce Wright R-3350-5 Duplex Cyclone, každý o výkonu 2000 koní. Motory roztáčely třílisté nestavitelné vrtule. XB-19 však s nimi byl podmotorovaný. V roce 1943 byly motory Wright nahrazeny zdvojenými vidlicovými čtyřiadvacetiválci Allison XV-3420-11 (zdvojený Allison V-1710), každý s výkonem 2600 koní. Výkony letounu se s nimi znatelně zlepšily. Pumy mohl nést jak v pumovnici (8400 kg), tak na podvěsech pod křídlem (8400 kg).
Výzbroj XB-19 byla velice silná. Mimo jiné nesl letecký kanón ráže 37 mm a 7,62mm kulomety v předním střelišti a přední horní věži. Neměl ale žádné pancéřování a nebyl vybaven ani samosvornými obaly palivových nádrží. Posádka se skládala z osmnácti mužů. Tvořili jí pilot, druhý pilot, velitel, navigátor, letecký inženýr, radista, střelci a dva technici. Ti měli v trupu letounu k dispozici kuchyňku a malou kabinu se šesti sedadly a šesti palandami. V křídle byly chodby, kterými se mechanici dostali přímo k motorům.

## Specifikace

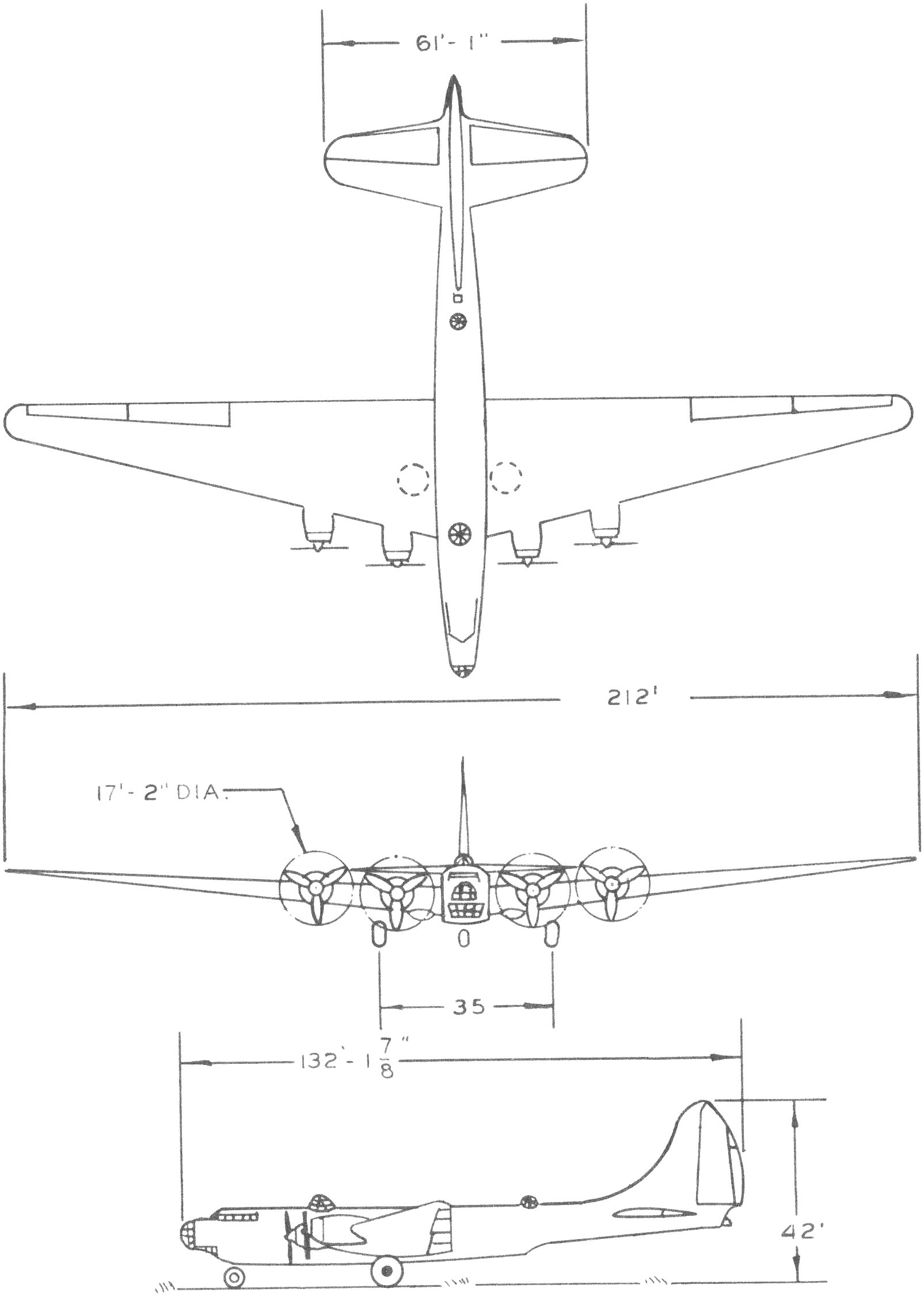
Nákres XB-19

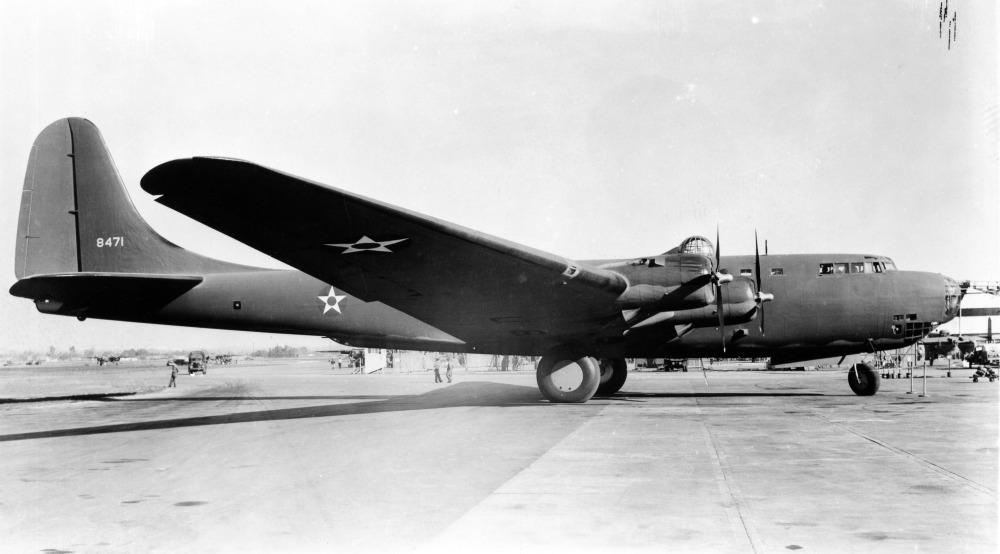
Douglas XB-19

### Technické údaje
Údaje dle:
- Osádka: 18
- Délka: 40,34 m
- Rozpětí: 64,62 m
- Výška: 12,8 m
- Nosná plocha: 417 m²
- Plošné zatížení: 170 kg/m²
- Hmotnost prázdného letounu: 39 000 kg
- Vzletová hmotnost: 63 500 kg
- Max. vzletová hmotnost: 73 500 kg
- Pohonná jednotka: 4× vzduchem chlazený přeplňovaný zážehový čtyřdobý dvouhvězdicový osmnáctiválec Wright R-3350-5 Duplex Cyclone

### Výkony
- Maximální rychlost: 360 km/h
- Cestovní rychlost: 220 km/h
- Operační dostup: 7000 m
- Stoupavost: 3,3 m/s
- Dolet: 8400 km
- Maximální dolet: 12 500 km

### Výzbroj
- 5× kulomet Browning ráže 12,7 mm
- 6× kulomet Browning ráže 7,62 mm
- 2× 37mm kanón
- až 8400 kg pum v pumovnici a až 8400 kg pum pod vnějšími závěsníky